# Jesús Murillo
Jesús David Murillo Largacha (ur. 18 lutego 1994 w Cali) – kolumbijski piłkarz występujący na pozycji środkowego obrońcy, od 2025 roku zawodnik meksykańskiego Juárez.